# Cyclosa baakea
Cyclosa baakea là một loài nhện trong họ Araneidae.
Loài này thuộc chi Cyclosa. Cyclosa baakea được Alberto Barrion & James A. Litsinger miêu tả năm 1995.